# Mecklenburg
Denne side handler om det historiske hertugdømme. For den moderne tyske stat, se Mecklenburg-Vorpommern.
Mecklenburg var et hertugdømme i det Tysk-romerske rige ved Østersøen, mellem floderne Elben og Oder. Fra 1990 er Mecklenburg en del af den tyske delstat Mecklenburg-Vorpommern.
Hovedstaden var Schwerin; den største by er Rostock.
Navnet Mecklenburg ("Mikelenburg") findes første gang i kilder fra år 995. Det betegnede en slavisk borg i det nuværende Dorf Mecklenburg ved Wismar og betød "store borg". Navnet blev brugt af den slaviske fyrsteslægt, som beherskede området.
I middelalderen var Mecklenburg under dansk herredømme fra 1185 til 1223, men blev tysk efter en bevidst koloniseringspolitik i det 12. århundrede.

## Geografi
Mecklenburg tilhører den nordlige del af det mellemeuropæiske lavland og opfyldes i omtrent hele sin udstrækning af den baltiske højderyg ("Seenplatte"). Dens højeste del danner en lav, bred landryg, der strækker sig fra Lübeck-bugten og Stecknitz-lavningen omtrent 250 km i sydøstlig retning og tiltager i højde: Mod vest er den gennemsnitlig 60 m høj, men når mod øst ca. 100 m. I det østlige Mecklenburg-Strelitz når Helpter Berg 179 m over havet. Blandt de ca. 650 indsøer, af hvilke mange har særdeles smukke skovklædte og ofte stejle kyster, nævnes Müritz See (133 km2), Schwerin See (65 km2), Plauen See (42,5 km2) og Tollen See (11 km lang, 2 km bred ved Neubrandenburg).
Undergrunden består nederst af palæozoiske dannelser. Disse lag når kun overfladen ved Lübtheen i det sydvestlige Mecklenburg, hvor der findes gipsaflejringer fra perm. Under gipsen findes anhydrit og derunder igen stensalt. At disse lag ikke ligger meget dybt ses af de talrige saltkilder i hele Mecklenburg fx i Sulten syd for Schwerin og Salz nord for Treptow, hvor det har givet stedet navn. Flere steder særlig mellem Dobbertin- og Goldberg-søerne har man fundet juraaflejringer af ler med kalkkonkretioner, der er rige på forsteninger, særlig af insekter. Talrige steder findes kridtlag, som mod sydvest atter dækkes af tertiærdannelser; over det hele ligger 100—130 m glaciale aflejringer. Disse istidsaflejringer har dannet terrænet, der er temmelig kuperet og overordentlig rigt på søer. Til de mest ensformige landskaber i Mecklenburg hører de tre hedestrækninger, der er dækkede med alluvialt hedesand. Det største af dem ligger mod sydvest og strækker sig fra Hagenow, Ludwigslust og Grabow til Elben. Over vide strækninger fandtes indtil 1. verdenskrig kun hedelyng, men heden begyndte at forandre karakter: foruden tørre fyrreskove træffes særlig i de sumpede lavninger kornmarker og haver. Det andet område strækker sig fra nordsiden af Fleesen See (vest for Waren) mod vest til Dobbertin. Det er rigt på søer og tørvemoser og for størstedelen bevokset med fyrreskov. I den tredje hedeegn fra Warnemünde mod nordøst til Ribnitz, er det humuslaget over aldannelsen efterhånden blevet så mægtigt, at der er fremvokset prægtige fyrre- og bøgeskove. Mecklenburg er særdeles rig på tørvemoser af alle størrelser.
Den 228 km lange østersøkyst danner i almindelighed en bred, flad og sandet strandbred med indtil 10 m høje klitter. Kun få steder er kysten stejl som ved Doberan, hvor Kühlung (128 m) når havet; her findes også Heiligendamm, der beskyttes mod søen ved en af rullestens kystvold og er fremkommet ved en landsænkning som de tragt- eller haffformede flodmundinger. Af bugter og flodmundinger har kun Wismar-bugten, i hvilken findes øen Poel, og Warnow-mundingen (med Rostocks havn) en dybde, der gør dem tilgængelige for større skibe. Af floder nævnes Warnow til Østersøen, Elde, der ved Dömitz udmunder i Elben, Stepenitz ved vestgrænsen, Rechnitz og Peene med bifloden Trebel ved østgrænsen.

## Historie
På Tacitus' tid beboede vandaler det nuværende Mecklenburg.
Under folkevandringen indvandrede slaviske folk; særlig besatte obotritterne den vestlige del af Mecklenburg. Af deres hovedby Michilinburg (måske af det gammeltyske ord mikle = stor, dog snarere af det slaviske navn Mikol = Nikolaus [Niklot]) findes endnu voldrester ved flækken Mecklenburg syd for Wismar. Karl den Store blev indkaldt af obotritfyrsten Witzin mod wilzerne eller welataberne og tvang disse til underkastelse. I 808 gjorde den danske konge Gudfred indfald i obotritternes land og erobrede flere fæstninger.
Under den tyske kejser Otto den Store oprettedes bispedømmerne Havelberg (946) og Oldenburg i Vagrien (948), og kristendommen begyndte nu at brede sig blandt de slaviske folk. I 983 skete blandt slaverne et almindeligt frafald fra kristendommen, og slavernes mægtigste fyrste Henrik (ca. 1100), der fik kongetitlen, gjorde intet for kristendommens udbredelse, kun i hans residensstad, Lübeck, fandtes kirker. Ved Henriks søns død udnævnte kejser Lothar Knud Lavard til obotritternes konge og overdrog ham det ledige herskersæde som sachsisk len (1125). Dette måtte han dog først ved våbenmagt sætte sig i besiddelse af. Hans herredømme var af kort varighed, da han allerede 1131 faldt for Magnus' hånd.
Efter langvarige krige lykkedes det hertug Henrik Løve af Sachsen fuldstændig at undertvinge obotritterne, hvis fyrste Niklot faldt i slaget. Henrik Løve lod nu tyske kolonister nedsætte sig i Mecklenburg og oprettede et bispesæde i Schwerin og senere et i Ratzeburg. Niklots søn Pribislav, stamfaderen til de senere regerende fyrster, fik dog, efter at have omvendt sig til kristendommen, atter sit land 1167 og indlemmede det 1170 i Det tysk-romerske Rige, idet han af kejser Frederik 1. fik rigsfyrsteværdigheden, dog blev Schwerin med omegn udskilt og overgivet som grevskab til den tapre ridder Guncelin von Hagen. Blandt befolkningen begyndte en så betydelig aftagen af slaverne, at disse i 14. århundrede kun kan påvises på ganske enkelte ufrugtbare steder.
Efter Pribislavs død (1178?) blandede den danske konge Knud Valdemarsøn sig med held i de temmelig forvirrede forhold i Mecklenburg og antog efter sejren (1185) over Bogislav af Pommern titel af "vendernes konge". Efter hans død 1202 fortsatte Valdemar Sejr hans erobringsplaner, og 1214 anerkendte kejser Frederik 2. alle de erobringer, som Knud og Valdemar havde gjort hinsides Elben og i Slavien, for bestandig for dansk besiddelse. Ifølge denne afståelse tvang Valdemar også greverne af Schwerin til underkastelse. Efter Valdemars tilfangetagelse (1223) og Slaget ved Bornhøved (1227) var de danskes magt i Nordtyskland fuldstændig brudt, og Mecklenburg gav sig atter ind under det kejserlige lensforhold og blev en del af det tyske rige.
I 1229 fandt den første landdeling sted, hvorved der fremstod linjerne Parchim, Rostock, Werle-Güstrow og Mecklenburg. Hen imod 2/3 af det nuværende Mecklenburg tilhørte dog dengang Sachsen, Brandenburg, Pommern, Schwerin og biskopperne af Ratzeburg og Schwerin. Linjen Parchim uddøde 1315, linjen Rostock 1314. Den 3. linje, der 1316—37 delte sig i Güstrow, Goldberg og Waren, uddøde fuldstændig 1436. Den eneste tiloversblevne Linje var således Mecklenburg, hvis stifter Johan døde i 1264. Hans sønnesøn Henrik 2. Løve erhvervede 1304 landet Stargard som brandenburgsk len, og efter at både han og Erik Menved havde belejret Rostock 1311 og 1312, udnævntes han til byens skytsherre under kong Eriks overhøjhed. 1323 måtte han tage landene Rostock, Gnoien og Schwan til arveligt len af Danmark.
I 1347 erklærede kejser Karl 4. Stargard og de andre lande, som herrerne af Mecklenburg havde taget til len af Brandenburg, for umiddelbare len af det tysk-romerske rige og ophøjede 1348 fyrsterne af Mecklenburg til hertuger. I 1363 lykkedes det hertug Albrecht 2. (1329—79) at bringe sin søn Albrecht på den svenske trone efter kong Magnus. Denne var blevet afsat af sine undersåtter, der valgte hans søstersøn, den unge Albrecht af Mecklenburg. Efter Slaget ved Falköping i 1389 kom den svenske kong Albrecht i dansk fangenskab, af hvilket han først blev løskøbt 1395. Han vendte nu tilbage og søgte at bringe orden i Mecklenburg, hvor der efter hans broders og brodersøns tidlige død (1384 og 1388) næsten fuldstændig herskede anarki. Hans søn, Albrecht 5. (død 1423), der regerede i fællesskab med sin fætter Johan 4., stiftede universitetet i Rostock. Da den før omtalte 3. linje, det såkaldte Werlesche Hus, uddøde 1436, og dets besiddelser tilfaldt den mecklenburgske linje, rejste Brandenburg fordring på arvehyldning for Venden, og efter en langvarig og heftig krig måtte det mecklenburgske Hus 1442 gå ind på Brandenburgs fordring for alle dets Lande.
I 1526 indførtes reformationen og anerkendtes 1549 af stænderne som landsreligion. 1555 skete med stændernes bevilling en deling af landene mellem Johan Albrecht 1. og hans broder Ulrik. Sidstnævnte fik den vestlige del med Schwerin, førstnævnte den østlige med Güstrow. Begge fyrster gav landet en ny kirke- og skoleforfatning, omtrent på samme tid blev også alle klostre og gejstlige stifter inddragne og for største delen omdannede til domænegårde. 1610—21 var landene atter forenede, men derefter deltes de mellem brødrene Adolf Frederik 1., der fik Mecklenburg-Schwerin, og Johan Albrecht 2., der fik Mecklenburg-Güstrow; dog blev landdagene fælles og afholdtes afvekslende i Sternberg og Malchin. I begyndelsen af 30-årskrigen sluttede Mecklenburg sig til det nedersachsiske Defensionsforbund (1623), og da Christian 4. af Danmark var valgt til kredsoberst for dette forbund og snart begyndte at vise sine fjendtlige hensigter mod kejseren, søgte fyrsterne af Mecklenburg dog hårdnakket at bevare tilsyneladende neutralitet, samtidig med at de trods kejserens indstændige opfordring vægrede sig ved at slutte sig til ham. Da de efter Christian 4.s nederlag ved Lutter am Barenberg tillod de danske at trække sig ind i Mecklenburg og senere også viste imødekommenhed over for svenskerne, lykkedes det Wallenstein 19. januar 1628 at få overdraget hertugdømmerne Mecklenburg (og Fyrstendømmet Sagan) som pant for sine for kejseren gjorte krigsudlæg, 26. januar samme år blev Mecklenburg solgt til Wallenstein, og 1. februar 1630 blev arvehyldingen aflagt i Güstrow. De fordrevne fyrster fik imidlertid pludselig hjælp fra den svenske kong Gustaf Adolf, der landede med en lille, men udvalgt hær på den pommerske kyst 24. juni—4. juli 1630.
Efter svenskernes nederlag ved Nördlingen 1634 udsonede hertugerne af Mecklenburg sig med kejseren ved fredsslutningen i Prag (1635) og løste således det februar 1632 tilsyneladende så fast sluttede forbund med svenskerne. Disse hævnede sig ved at holde alle deres støttepunkter i Mecklenburg besatte, og da Mecklenburg nu for en stor del 1637—38 blev skueplads for krigen, hærgedes landet. Det gentog sig 1643—44, da den svenske general Torstenson drog gennem landet, og den kejserlige hær fulgte efter. Ved den westfalske fred 1648 måtte hertugerne afstå byen Wismar samt amterne Poel og Neukloster til Sverige, men fik til erstatning de ophævede bispefyrstendømmer Schwerin og Ratzeburg samt johannitterkommenderne Merow og Nemerow.
I 1695 uddøde linjen Mecklenburg-Güstrow. Da hertug Frederik Vilhelm 1. af Mecklenburg-Schwerin (1692—1713) nu ville inddrage hele landet under sig, nedlagde hans onkel Adolf Frederik protest. Efter længere stridigheder sluttedes ved kejser Leopold 1.'s mægling det hamburgske forlig af 8. marts 1701. Ved det fik Adolf Frederik Stargard samt Merow, Nemerow og Fyrstendømmet Ratzeburg og blev således stifter af linjen Strelitz, mens Frederik Vilhelm, der blev betegnet som den virkelige efterfølger af de güstrowske hertuger, fik det øvrige langt større landområde og retten til at åbne og slutte manddagene. 1711—12 led Mecklenburg betydelig under den Store Nordiske Krig.
Efter lang tids indre tvist afsluttedes 18. april 1755 under hertug Christian Ludvig (1747—56) arveforliget i Rostock, ved hvilket særlig skatteydelserne for riddergodsernes vedkommende blev fastslåede. Under Frederik Frans 1. (1785—1837) erhvervedes Wismar samt amterne Poel og Neukloster. Ved den juni 1803 med Sverige afsluttede traktat blev nævnte landsdele overladte Frederik Frans for en sum af 1,25 mio. thaler som et pant for 100 år, med den bestemmelse at Sverige først efter denne tid atter kunne gøre sin indløsningsret gældende ved betaling af summen (denne bestemmelse blev ophævet 1903, da den dog ikke kunne virkeliggøres over for et medlem af det tyske rige, som Mecklenburg i mellemtiden var blevet). Efteråret 1806 bredte krigene sig under den franske invasion ind på Mecklenburgs område, og allerede i slutningen af november samme år blev Mecklenburg-Schwerin indlemmet i det franske kejserdømme; heldigere var den dygtige Karl af Mecklenburg-Strelitz (1794—1816), hvis land ikke blev okkuperet. 1807 blev hertugen af Schwerin ved Ruslands hjælp genindsat, men måtte året efter tiltræde Rhinforbundet. 1813—15 deltog Mecklenburg i krigen mod Frankrig og Danmark. 1815 fik begge hertugerne ved Kongressen i Wien storhertugelig værdighed og kongelig rang. 1819 ophævedes livegenskabet.
I Mecklenburg-Schwerin fulgte som regenter Paul Frederik (1837—42) og hans søn Frederik Frans 2. (1842—83), i Mecklenburg-Strelitz Georg (1816—60) og hans søn Frederik Vilhelm (født 1819). Da han døde 1904, efterfulgtes han af Adolf Frederik 5., som 11. juni 1914 afgik ved døden i Berlin. Efter ham blev Husets sidste skud, Adolf Frederik 6. storhertug, og da han 23. februar 1918 tog sig af dage, blev Frederik Frans 4. af Mecklenburg-Schwerin storhertug; han abdicerede 14. november 1918. Urolighederne i 1848, der særlig i Schwerin og Rostock antog en tumultarisk karakter, hidførte åbningen af en overordentlig Landdag, på hvilken en på almindelig valgret hvilende valglov blev vedtaget. Den ny forsamling trådte sammen i slutningen af oktober, men efter at den strelitzske regering og ridderskabet havde henvendt sig med en klage til det tyske forbund, erklærede en forbundsvoldgiftsret i september 1850 den ny forfatning for ugyldig og pålagde storhertugen af Merchenburg-Schwerin at indkalde en Landdag i overensstemmelse med det grundlovsmæssige arve forlig af 1755. Således genoprettedes den gamle patrimonial-stænderske privilegiestat med dens tredelelighed mellem landherskabet, ridderskabet og byerne, og en reaktionsperiode i lovgivningen tiltrådte. 1866 indtrådte begge stater nødtvungent i Det Nordtyske Forbund, og 1867 indtrådte de i toldforeningen. 1873 afsluttedes militærkonventionen med Preussen. 1871 fik den mecklenburgske deputerede Büsing paa den tyske rigsdag vedtaget den tilsætning i rigsforfatningen, at der i enhver forbundsstat skal findes en af befolkningens valg fremgået forsamling, hvis tilslutning er nødvendig ved enhver landslov og ved fastsættelsen af statshusholdningen. Frederik Frans 2. efterfulgtes af sin søn Frederik Frans 3. (død 1897) og dennes søn Frederik Frans 4. (født 1882), en broder til dronning Alexandrine af Danmark, hvis onkel hertug Johan Albrecht under hans umyndighed indtil 1901 som regent overtog regeringen. Den 14. november 1918 gav han afkald på tronen.